# العلاقات بين الاتحاد الأوروبي والنرويج
على الرغم من أن مملكة النرويج ليست عضواً في الاتحاد الأوروبي إلا أنها ترتبط بشكل وثيق مع الاتحاد من خلال عضويتها في المنطقة الاقتصادية الأوروبية (EEA)، في سياق كونه الرابطة الأوروبية للتجارة الحرة (EFTA). وقد دعت النرويج مواطنيها إلى استفتائين رسميين بشأن عضوية المجموعة الأوروبية والاتحاد الأوروبي في عامي 1972 و1994، واختارت في المرتين عدم الانضمام بناءاً على النتائج، حيث بلغت نسبة الرافضين للانضمام في الاستفتاء الأول 53.5% وفي الاستفتاء الثاني 52.2%.

## التجارة
يستحوذ الاتحاد الأوروبي على معظم التجارة مع النرويج، وتُعد النرويج خامس أهم شريك استيرادي للاتحاد الأوروبي. بلغت صادرات النرويج التجارية إلى الاتحاد الأوروبي 91.85 مليار دولار في عام 2008، وفي مقدّمتها إمدادات الطاقة (14.1% منتجات مصنَّعة). كما بلغت صادرات الاتحاد الأوروبي إلى النرويج 43.58 مليار دولار، معظمها منتجات مصنعة.

## الخلاف حول العضوية
حافَظ حزب الوسط على أكثر المواقف ثباتاً ضد العضوية، وعلى الرغم أن بعض الأحزاب مثل حزب المحافظين وحزب العمال قد دعموا عضوية النرويج في الاتحاد، إلا أن هذه الأحزاب تسمح بوجود أقلية معارِضة داخلها. وكان أكبر انقسام بخصوص هذه القضية في الحزب الليبرالي عام 1972 في مؤتمر الحزب الشهير في روروس، ولم يوحِّد الحزب صفوفه مرة أخرى حتى عام 1989.